# Whalan (Minnesota)
Pour les articles homonymes, voir Whalan.
Whalan est une ville américaine située dans le Comté de Fillmore, dans le Minnesota. Selon le recensement de 2010, sa population est de 63 habitants.